# Ягель
Я́гель — лишайники, которыми питается северный олень, поэтому его также называют олений мох. Отмечены случаи поедания северными оленями около 112 видов лишайников, но кормовое значение обычно имеют до 20 видов в пределах изученной части ареала северного оленя.
Наибольшую кормовую ценность имеют кладонии (кладония оленья, кладония звездчатая, кладония лесная и др.), цетрарии (цетрария исландская, цетрария снежная) и некоторые пепельники (виды Stereocaulon Schreb.).
Основным кормом оленя ягель бывает только в снежные сезоны года, когда содержание его в рационе оленя может доходить до 70—80 %. С появлением на пастбищах зелёной растительности потребление оленем ягеля сокращается. Растёт ягель очень медленно — на 3—5 мм в год. Для восстановления пастбища после выпаса оленей может потребоваться несколько десятилетий.

## Происхождение слова и объём понятия
Слова было заимствовано в русский язык из финно-угорских (карельский jägälä, финский jäkälä, саамский jiegel). По мнению других учёных, слово «ягель» является производным с суффиксом «-ель» от того же корня, что и «ягода»; или восходит к *egъlь, имеющему тот же корень, что и «игла»: в этом случае первоначальное значение — «колющее растение».
Неоднозначно понимание того, какие лишайники следует отнести к ягелю. Под общим названием ягель понимают:
- лишайники из рода кладонии[7][8][9][10][11][12][13][14][15];
- кустистые лишайники[16][17];
- кустистые и листоватые лишайники[18];
- наземные лишайники[19][20].

## Химический состав
Состав ягеля хорошо изучен. Содержащиеся в лишайниках вещества подразделяют на первичные и вторичные. К первичным относятся вещества, участвующие в клеточном обмене и в строении тела, а ко вторичным — клеточные продукты обмена веществ, называемые ещё лишайниковыми кислотами.
Первичные лишайниковые вещества в основном представлены углеводами в виде клетчатки (пищевых волокон), полисахаридов лихенина и изолихенина. В эту группу включают протеины, а также липиды в виде жирных кислот, триглицеридов.
Вторичные лишайниковые вещества занимают до 5 % сухой массы лишайника, представляют собой безазотистые соединения фенольного характера, близкие по своей природе к дубильным веществам растений, но более простого строения. Основной интерес для изучения и использования человеком среди них представляет усниновая кислота.
Кроме этого, в ягеле содержатся витамины А и С, макро- и микроэлементы: железо, барий, медь, хром, титан, марганец, никель и йод.
| Показатели           | ягель высушенный   | ягель высушенный    |
|                      | 0 месяцев хранения | 12 месяцев хранения |
| Влага                | 14,1               | 15,3                |
| Белки                | 4,19               | 3,97                |
| Липиды               | 4,36               | 4,4                 |
| Минеральные вещества | 3,4                | 3,42                |
| Углеводы             | 73,3               | 72,91               |
| Усниновая кислота    | 0,94               | 0,91                |
| b-каротин, мг/100 г  | 1,2                | 1,2                 |
| Витамин C, мг/100 г  | 10                 | 10,1                |

## Применение
Ягель, помимо корма, необходим для северных оленей, в частности, и как средство от кишечных паразитов.
На Белом море поморами и в Норвегии ягель используется как корм для коров, свиней и овец. Его собирают после дождя, так как в сухом виде он очень ломкий. В высушенном виде сырьё может храниться очень долго и не подвергается порче. Для коров высушенный ягель смачивают подсоленной водой и добавляют к сену, или же заваривают кипятком и дают скоту и свиньям. Питательная ценность ягеля очень высока: 1 центнер ягеля заменяет 3 центнера картофеля.

### В пищевой промышленности
Использование лишайников в качестве продукта питания известно очень давно: из исландского мха (Cetraria islandica) варили кисели, студни и использовали как добавку к муке. В индийском регионе Беллари лишайник используется для приготовления блюда карри ратапу. В Японии лишайник как деликатес кладётся в суп или салат, в Северной Америке многие виды ягеля также используют в пищу.
Ягель на северных территориях Руси использовали при выпечке хлеба в целях сохранения свежести продуктов, то есть как дополнительное сырьё для повышения пищевой ценности и качества хлебобулочных изделий.
Ещё одним положительным свойством можно считать бактерицидное действие лишайников, что делает его использование возможным для увеличения сроков хранения и санитарной безопасности приготовляемой продукции общественного питания.
Отдельные веточки ягеля используются в образе деревьев при создании архитектурных моделей.

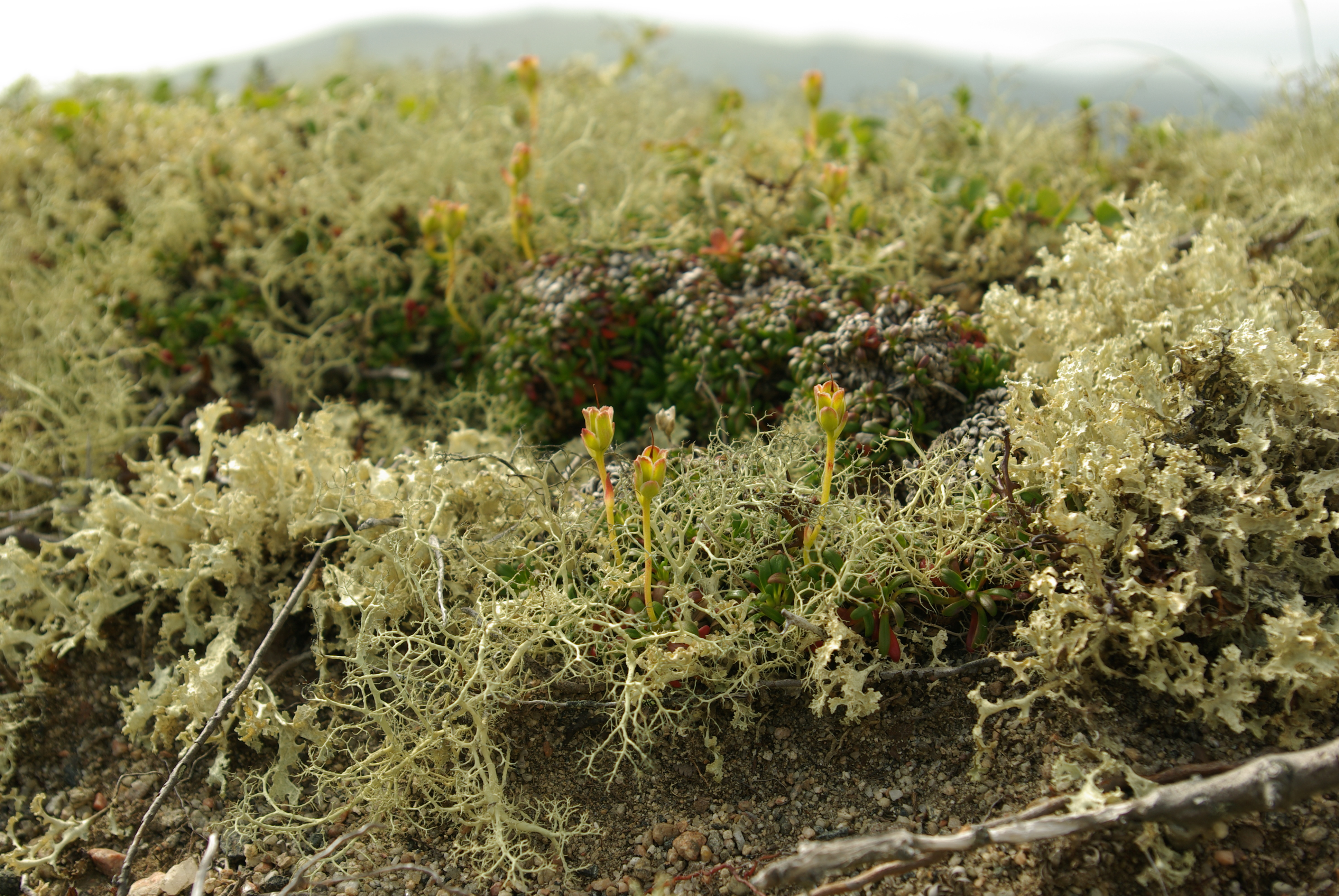
Ягель в горной тундре
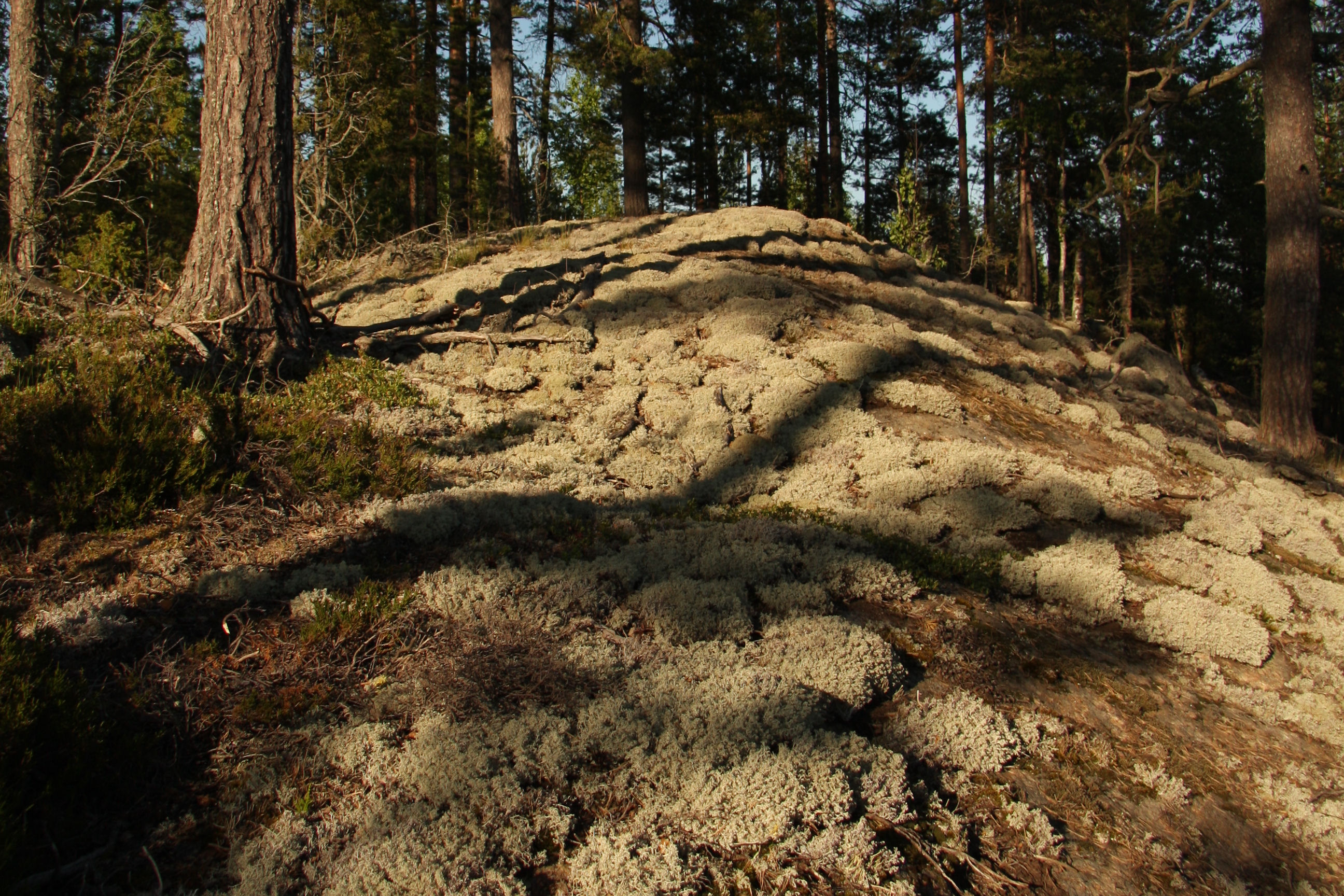
Ягельник в лесу